# COMSOL 스크립트
COMSOL 스크립트(COMSOL Script)는 과학적인 계산에 주로 사용되는 프로그래밍 언어이다.
COMSOL 스크립트를 이용하여 COMSOL Multiphysics이 제공하는 모델링 능력을 모두 이용할 수 있다. 데이터 분석을 위한 600개 이상의 고차원 명령과 시각화 기능을 제공한다. 명령형식이 MATLAB과 유사하다.
COMSOL 스크립트를 기반으로 한 Reaction Engineering Lab, Optimization Lab, Signal&System Lab 등의 확장 모듈이 있다.